# Parti Bersatu Sabah
El Partido Unido de Sabah (en malayo: Parti Bersatu Sabah o PBS) es un partido político regional malayo del estado de Sabah. Fue fundado en 1985 y, tras su victoria en las elecciones estatales ese mismo año, arrebató el gobierno Sabah a la coalición oficialista Barisan Nasional por primera vez. Después de una serie de disturbios, supuestamente incitados por el gobierno, en 1986 el PBS se unió al Barisan Nasional y mantendría la gobernación del estado. En 1990 se separó del Barisan, y en 1994 perdió definitivamente la gobernación de Sabah. Durante un corto período, en el que osciló entre formar coalición con los líderes de la oposición (el Gagasan Rakyat y el Barisan Alternatif) y presentarse por sí solo en las elecciones federales, el PBS se mantuvo fuera del gobierno, pero en 2002 volvió a unirse al Barisan Nasional, manteniéndose en la coalición hasta la actualidad.

## Resultados electorales

### Dewan Rakyat
|  | 1.55 % |

|  | 2.29 % |

|  | 3.33 % |

|  | 2.16 % |

|  | 0.38 % |

|  | 0.56 % |

|  | 0.68 % |

|  | 0.41 % |

### Asamblea Legislativa Estatal de Sabah
|  | 36.44 % |

|  | 53.16 % |

|  | 53.92 % |

|  | 49.90 % |

|  | 41.38 % |

|  | 12.24 % |

|  | 13.20 % |

|  | 10.17 % |

|  | 8.19 % |